# 菲姆沃聚豪尔斯
菲姆沃聚豪尔斯（冰島語發音：[ˈfɪmːˌvœrðʏˌhauls] ⓘ）是冰岛南部的一个高地，位于埃亚菲亚德拉冰盖和米达尔斯冰盖（Mýrdalsjökull）之间，是一个著名的登山区域。

## 2010年的喷发

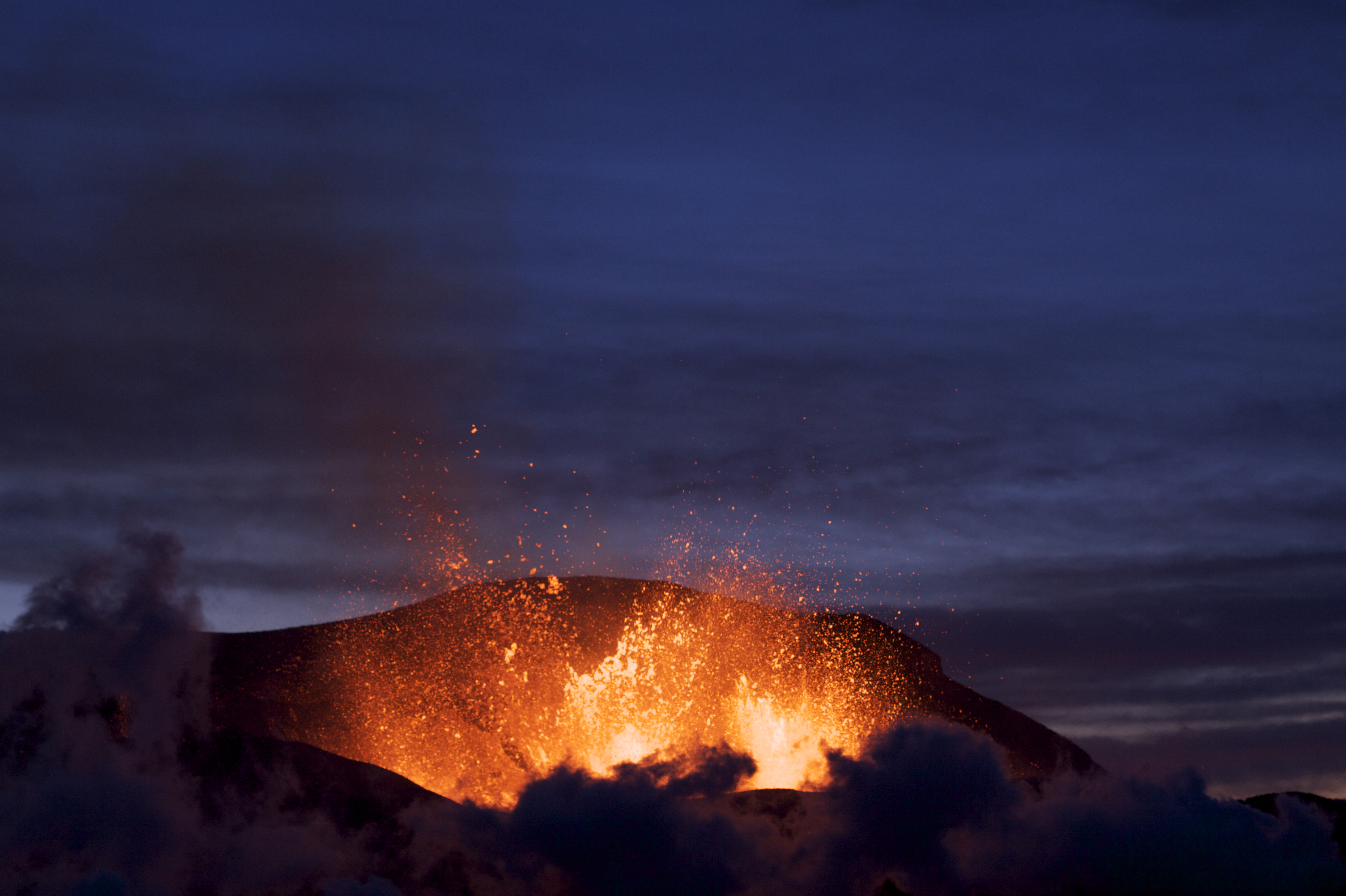
2010年3月25日的喷发

2010年3月20日，埃亚菲亚德拉冰盖火山从菲姆沃聚豪尔斯开始喷发。接下来几个月，又发生几次小规模喷发。菲姆沃聚豪尔斯火山喷发在一周内就形成300米长的裂缝。之后向旅游自然保护区索斯默克（Thórsmörk）蔓延。火山学家提出终止旅游活动。